# Last Night (película de 1998)
Last Night es una película de 1998 canadiense por Don McKellar, con el eslogan «No es el fin del mundo... todavía quedan seis horas». Fue filmada en Toronto.

## Sinopsis
Un grupo de personas muy diferentes con diferentes ideas de cómo afrontar el final se unen, mientras el mundo se espera que termine en seis horas al cambiar el siglo.
Toda la historia de la película transcurre entre las 6:00 p. m. y las 23:59 p. m. del 31 de diciembre de 1999, en Toronto.
Dos meses antes, cuando la noticia se hizo pública, cundió el pánico y la confusión; pero poco a poco, el terror se ha ido transformando en aceptación y la gente desea tener el final perfecto. Así empiezan a surgir las preguntas cruciales: ¿Dónde estarás en la medianoche? ¿Qué vas a hacer? ¿Con quién vas a estar? No se sabe por qué se acabará el mundo. Tan solo nos muestran a un extraño sol que es visible incluso en la noche y aumenta de tamaño por cada hora que pasa.
Craig decide hacer realidad todas sus fantasías sexuales antes de que llegue el final. Jennifer y su pareja dan un paseo por la ciudad. Duncan opta por ir a su trabajo y llamar a todos sus clientes, para aclararles que tendrán el servicio de gas hasta el último minuto. Y Mrs. Carlton asiste al recital de piano de su hijo. En el mundo se llevan a cabo grandes eventos musicales. En Toronto se vive una gran tranquilidad aunque solo faltan 6 horas para el final. Tan solo se sabe que hay robos, suicidios y asesinatos esporádicos.
En el clímax de la película, Patrick y Sandra deciden cumplir con el pacto de suicidio que su marido no pudo completar. A medida que se acerca la medianoche, los dos se sientan en el techo, uno frente al otro, escuchando la canción "Guantanamera" por Pete Seeger, cada uno con una pistola cargada en la sien del otro. A medida que pasan los minutos finales, Sandra y Patrick imploran para llevar a cabo el pacto. Pero, a medida que pasan los últimos segundos, ambos personajes son superados por la emoción y al mismo tiempo retiran las pistolas a medida que lentamente se abrazan en un beso y se ven los últimos momentos de todos los personajes principales, porque una gran luz los hace desaparecer. Entonces, el mundo se acaba con la llegada del año 2000.

## Elenco
- Don McKellar como Patrick Wheeler.
- Sandra Oh como Sandra.
- Callum Keith Rennie como Craig Zwiller.
- Sarah Polley como Jennifer 'Jenny' Wheeler.
- David Cronenberg como Duncan.
- Geneviève Bujold como Mrs. Carlton
- Arsinée Khanjian
- Jackie Burroughs